# Mariakapel (Ekeren)

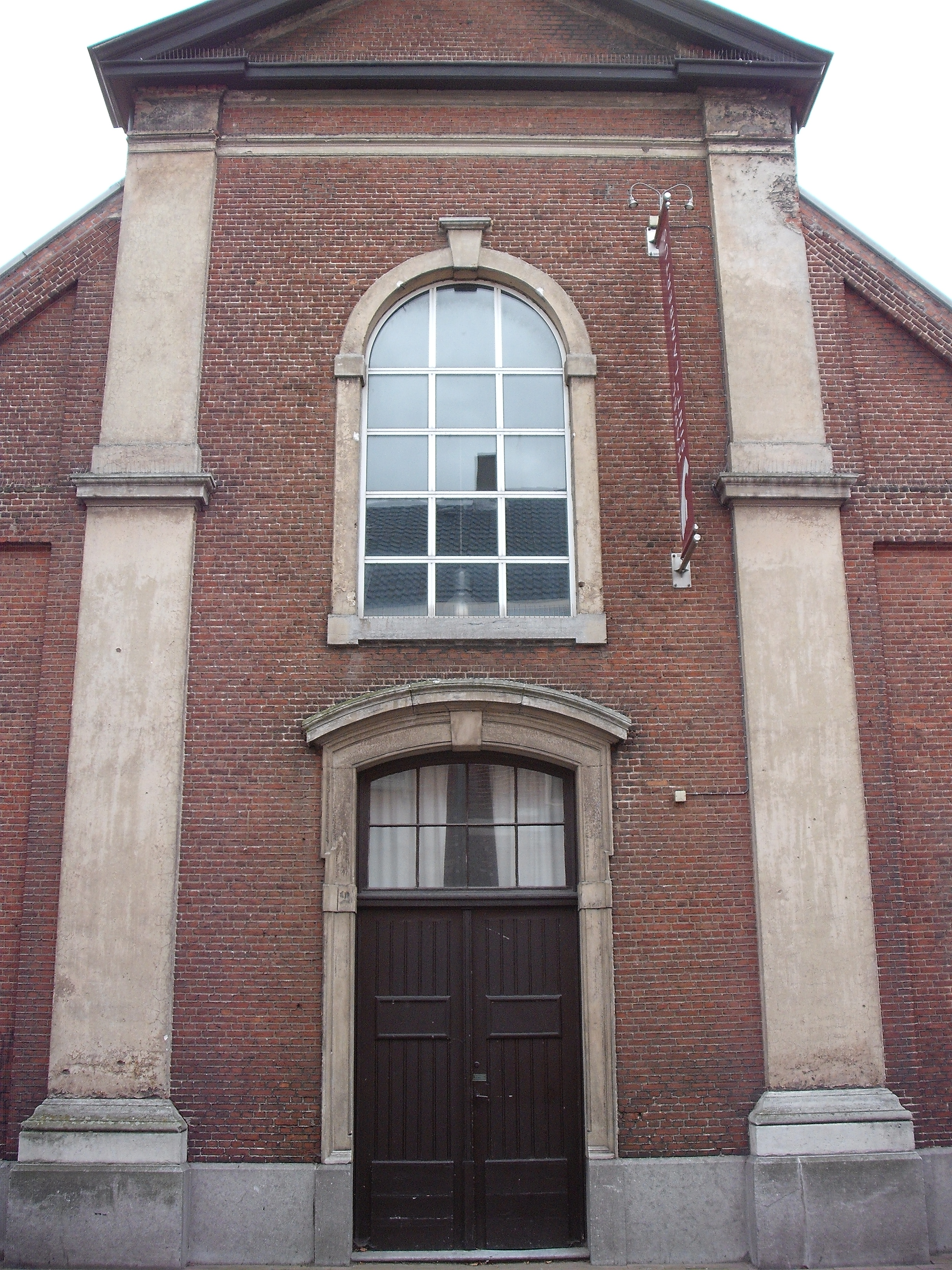
Mariakapel

De Mariakapel is een kerkgebouw in de tot de gemeente Antwerpen behorende plaats Ekeren, gelegen aan Groot Hagelkruis 2.
Deze neoclassicistische zaalkerk werd in 1877 gebouwd. De voorgevel wordt gesierd door twee pilasters en een driehoekig fronton.
In 2004 werd het interieur vernieuwd.